# ژالیتسا
ژالیتسا (به صربی: Žalica) یک منطقهٔ مسکونی در صربستان است که در کورشوملیا واقع شده‌است. ژالیتسا ۱۲ نفر جمعیت دارد.